# Emily Murphy
Pour les articles homonymes, voir Murphy.
Emily Murphy (née le 14 mars 1868 à Cookstown (auj. Innisfil), Ontario, morte le 27 octobre 1933) est une écrivaine canadienne et la première femme juge municipale de l'empire britannique.
Elle est particulièrement connue pour son combat militant en faveur des droits de la femme.

## Jeunesse
Née en 1868 d'une famille de légistes réputés, elle développe très jeune ses compétences juridiques. Elle est la troisième des six enfants d'Isaac Ferguson, un riche propriétaire et homme d'affaires, et petite-fille de Ogle R. Gowan, homme politique et propriétaire du journal L'Ordre d'Orange. Parmi ses oncles, on trouve un juge de la Cour suprême et un sénateur. Un de ses frères devient avocat et un autre, membre de la Cour suprême. Elle a donc maintes occasions d'assister et de participer à des débats juridiques au sein de sa famille et ce dès son plus jeune âge.
Elle épouse Arthur Murphy en 1887, après l'avoir rencontré lors de ses études à la Bishop Strachan School, une école privée anglicane de Toronto.

## Carrière et militantisme

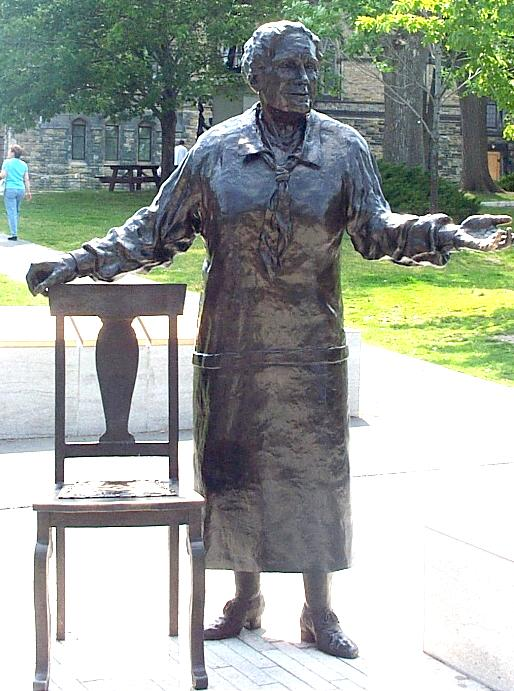
Statue de Emily Murphy au monument des Célèbres cinq de la colline du Parlement, à Ottawa.

Dans sa jeunesse, elle fut témoin d'une femme qui après des années de durs travaux sur la ferme familiale, fut privée de toutes possessions car son mari avait décidé avant sa mort de vendre la ferme où travaillait le couple. C'est en grande partie ce fait qui fut source de son engagement. Paradoxalement, la première femme juge s'est aussi souvent retrouvée devant les tribunaux en raison de ses activités militantes.
En 1903, elle lance une campagne afin que les femmes mariées accèdent au droit de propriété. Mais ce n'est qu'en 1911 que le parlement de l'Alberta vote la loi du douaire, proclamant le droit à une épouse à un tiers des biens de son mari après sa mort.
En 1916, elle tente, en compagnie d'un groupe de militantes, d'assister à un procès de prostituées à Edmonton présentant certains aspects douteux. Elles sont exclues de l'audience après que la cour juge que l'affaire ne convenait pas à un auditoire « mixte ». Elle proteste donc auprès du procureur provincial, en argumentant que si la preuve ne peut être entendue devant un auditoire mixte dans les cas où les femmes sont appelées à comparaître, le gouvernement doit alors créer une cour spéciale présidée par des femmes. À la surprise générale, sa requête est acceptée et le gouvernement canadien lui propose de présider une nouvelle cour spécialement présidée par une femme.
Cette nomination est accueillie diversement par la société canadienne, si certains l'approuvent, elle gêne aussi une forte hostilité conservatrice. L'opposition est juridiquement appuyée par le fait qu'une femme n'est pas considérée comme une personne par la loi constitutionnelle de 1867 du Canada britannique, un argument aussi utilisé contre l'accession des femmes au Sénat canadien. Emily Murphy dénonce cette injustice contre laquelle elle milite afin de faire modifier la loi. Malgré les échecs de diverses actions militantes (pétitions, manifestations, etc.), elle parvient grâce à un article de loi permettant à cinq personnes de déposer un recours de modification constitutionnelle, à demander une révision de celle-ci. Pour ce faire, elle dépose donc une demande conjointe avec Nellie McClung, Louise McKinney, Henrietta Muir Edwards et Irene Parlby ; elles sont alors surnommées les Célèbres cinq. En partie grâce à Irene Parbly, alors ministre sans portefeuille, elles s'attirent la sympathie du gouvernement.
Cependant, la délégation fut déboutée par la Cour suprême ; ne s'arrêtant pas là, les cinq femmes portent l'affaire devant le Conseil privé de Londres qui, dans un célèbre jugement le 18 octobre 1929, statue que les femmes jouissent au même titre que les hommes de pleins droits civils dans la constitution canadienne de 1867. Cette victoire contribue à faire nommer des femmes au Sénat.

## Critique et accusation de racisme
Dans de nombreux écrits, Emily Murphy fait part d'avis très stéréotypés sur les différentes races, notamment en traitant des sujets liés à l'immigration, elle a souvent tenu des positions très patriotiques ce qui amplifia les accusations de racisme.
Elle écrivit par exemple : « Bon nombre de ces Nègres sont des personnes respectables et obéissant à la loi, mais beaucoup d'autres sont des personnes obstinément mauvaises, gagnant leur vie comme vendeurs de drogues empoisonnées. Même lorsqu'on les déporte, ils trouvent le moyen de revenir au Canada et recommencent leurs opérations dans une autre partie du pays. [...] Il existe parmi les étrangers de couleur, de la propagande bien définie visant à entraîner la dégénérescence de la race blanche ».

## Note & références
1. ↑  (en) « Emily Murphy | Historica Canada », sur www.historicacanada.ca (consulté le 2 mai 2017)
2. 1 2 3 4  Biographie de Emily Murphy sur collectioncanada.gc.ca
3. ↑  Emily Murphy, mère de la prohibition au Canada | Bloc Pot | Légalisation du cannabis